# バスケットボール女子ラトビア代表
バスケットボール女子ラトビア代表（Latvia women's national basketball team）は、ラトビアバスケットボール連盟により国際大会に派遣される女子バスケットボールのナショナルチームである。

## 歴史
1940年にソビエト連邦に併合されてから1991年に独立するまではソ連として国際大会のタイトルを獲得した。
しかし、ラトビアとしては五輪・ワールドカップとも出場はなく、ユーロバスケット出場も2回にとどまっていた。だが、2005年のユーロバスケットで6位に入り、2007年に3度目の出場を果たすなど着々と力を付けている。

## 主な国際大会成績
- 夏季オリンピック
  - 出場なし
- W杯
  - 出場なし
- ユーロバスケット
  - 6位：1回（2005年）